# Hertener Emscherbruch
Das Naturschutzgebiet Hertener Emscherbruch liegt auf dem Gebiet der Hertener Mark, Stadt Herten im Kreis Recklinghausen in Nordrhein-Westfalen.
Das etwa 81 ha große Gebiet, das im Jahr 2008 unter der Schlüsselnummer RE-051 unter Naturschutz gestellt wurde, erstreckt sich südwestlich der Kernstadt von Herten. Am nördlichen Rand des Gebietes verläuft die A 2 und am östlichen Rand die L 644. Am westlichen Rand erstreckt sich der knapp 13 ha große Ewaldsee, von dessen Fläche allerdings nur 0,4 ha im NSG bzw. in Herten liegen und der Rest im benachbarten, 38 ha großen NSG Emscherbruch mit Ewaldsee auf dem Gebiet der Resser Mark, Gelsenkirchen. Westlich verlaufen die L 630 und die L 638, südlich fließen die Emscher und der Rhein-Herne-Kanal. Südwestlich – auf dem Gebiet der beiden kreisfreien Ruhrgebietsstädte Gelsenkirchen und Herne – erstreckt sich das 31,5 ha große Naturschutzgebiet Resser Wäldchen.